# Заслуженный артист Республики Татарстан
Заслуженный артист Республики Татарстан — почётное звание, установленное в Республике Татарстан и являющееся высшим выражением государственного и общественного признания особых заслуг награждённых за их большой вклад в культурное развитие Республики Татарстан и заслуги перед её многонациональным народом. Лицам, удостоенным звания «Заслуженный артист Республики Татарстан», вручается соответствующий нагрудный знак, который носят на правой стороне груди.

## Некоторые заслуженные артисты Республики Татарстан
- Абдикеев Тимур Рафикович (2010)[2]
- Антонов, Дмитрий Константинович (1992)[3]
- Альберт, Александр Мансурович (2023)
- МакSим (2016)
- Бариева, Айгуль Шамилевна (26.3.2011)[4]
- Барышникова, Алсу Халимовна (28.01.2015)
- Башаров, Марат Алимжанович (2012)
- Беговатова, Марина Леонидовна
- Валеев, Рустем Шарифуллович
- Васильев, Владимир Михайлович (19.03.2010)[5]
- Карасёв, Александр Юрьевич
- Уразова, Гузель Аскаровна (2009)[6]
- Таслима Низами (12 ноября 2008)
- Галимов, Айдар Ганиевич (1996)
- Гарипова, Дина Фагимовна (30.12.2012)
- Гимаева, Лейсан Радиковна (17.12.2022)
- Калимуллина, Эльмира Рамилевна (30.12.2012)
- Гарифуллина, Аида Эмилевна (16.10.2013)[7]
- Ларин, Камиль Шамильевич (?)[8]
- Искандерова, Халима Шакировна
- Фаттахова, Василя Разифовна (2015)
- Федотов, Евгений Анатольевич (25.02. 2015)
- Нигматуллин, Булат Яудатович (04.03.2017)[9]
- Кулясова (Николаева), Марина Геннадьевна (23.10.2017)
- Комлева (Петрова), Александра
- Иванов Алексей Иванович (2022)[10]
- Юльякшин Радик Мухарлямович (29.04.2022)
- Илюшкина Анастасия Валериевна (2021)[11]
- Илюшкина Лидия Валериевна (2022)[12]
- Ильсия Бадретдинова (2022)[13]
- Иркэ (2018)
- Анвар Нургалиев (2021)[14]